# Mary Charles George
Mary Charles George OBE (* 10. Mai 1913 in Phillips Village, Christ Church Nichola Town, St. Kitts und Nevis; † 18. März 2008 in Molyneux) war eine Pädagogin aus St. Kitts und Nevis. Sie lehrte 43 Jahre lang an Schulen in St. Kitts, bevor sie auf die Jungferninseln ging, wo sie ein weiteres Jahrzehnt unterrichtete. Sie war die erste Frau in St. Kitts und Nevis, die sich um ein öffentliches Amt bewarb. Für ihre Beiträge zur Bildung in den Karibikländern wurde sie mit dem Order of the British Empire ausgezeichnet sowie einer Lebensmitgliedschaft in der Caribbean Union of Teachers. Ein Krankenhaus in Molyneux, St. Kitts und der Teaching Excellence Award der St. Kitts Teachers’ Union sind nach ihr benannt.

## Leben
Mary Georgina McGregor Charles wurde am 10. Mai 1913 in Phillips Village, Parish Christ Church Nichola Town, St. Kitts geboren. Ihre Eltern waren Henry und Francis Charles. Zunächst besuchte sie die Leach Infant School in Phillips Village und dann die Estridge Government School. Im Alter von zwölf Jahren machte sie das Seventh Standard Exam und schrieb sich für das Pupil-Teacher Program ein. Dieses Programm war in den British West Indies (Anglophone Karibik) weit verbreitet. Es ermöglichte Schülern ab dem Alter von 14 bis 17 ihre Bildung mit reduzierten Schulgebühren fortzuführen mit der Gegenleistung, jüngere Schüler zu unterrichten. Am Ende eines zusätzlichen dreijährigen Studiums und eines Abschlussexamens qualifizierten sich die Pupil-Teachers als uncertified Teachers. Wenn sie für weitere drei Jahre an dem Programm teilnahmen und erneut ein Examen ablegten, wurden sie voll qualifizierte Lehrer.

### Karriere
Nachdem sie erfolgreich drei solche Examen hinter sich gebracht hatte, erhielt Charles 1932 ein Stipendium für einen zweijährigen Kurs des Spring Gardens Teacher Training College in Antigua. Sie kehrte 1934 nach St. Kitts zurück und arbeitete als unbezahlte Lehrerin an der Estridge Government School, da sie keine bezahlte Stelle erhalten konnte. Bis zum folgenden Jahr, als sie als Assistant Teacher an der St. Paul’s Government School angestellt wurde. Sie lehrte dort bis 1945, dann erhielt sie eine Anstellung als Head Teacher in Palmetto Point an der Trinity Government School. Nach drei Jahren kehrte sie an die Estridge Government School zurück als Head Teacher. Sie lebte in Molineux und fuhr jeden Tag mit dem Fahrrad zur Schule, wofür sie eine Vergütung erhielt (transportation allowance). 1956 wurde sie als Head Teacher an die Cayon Government School versetzt, wo sie die nächsten zwölf Jahre verbrachte. In dieser Zeit war sie auch School Inspector. Im folgenden Jahr verstarb ihre Schwester, Isa Isaac, und hinterließ fünf Kinder. Charles nachm die Jungen zu sich und zog sie auf. Sie kehrte 1968 nach Molineux zurück und zog sich zwei Jahre später aus dem Staatsdienst zurück.
Charles war 1969 Mitglied der Moravian Provincial Synod in Antigua, als Mitglied der Delegation von St. Kitts. und für kurze Zeit lehrte sie an der George Moody Stuart Memorial School an der Zuckerfabrik in Golden Rock, Basseterre. 1971 bewarb sie sich als erste weiblichen Kandidatin in St. Kitts und Nevis für die Wahl für das People’s Action Movement. Sie gewann die Wahl und zog bald darauf auf die Jungferninseln. Dort lehrte sie 18 Monate lang in Tortola, Britische Jungferninseln, bevor sie nach Saint Croix, Amerikanische Jungferninseln, weiterzog, wo sie ebenfalls unterrichtete.  1975 heiratete sie Valdemar Henrique George (1910–2000) und zog mit ihm nach Christiansted. George ging  nach 53 Jahren des Unterrichtens 1978 endgültig in Ruhestand. Im folgenden Jahr wurde sie zum lebenslänglichen Mitglied der Caribbean Union of Teachers ernannt. In Anerkennung ihrer langjährigen Verdienste um die Bildung wurde sie von Königin Elisabeth II. in den New Year’s Honours 1985 mit dem Order of the British Empire ausgezeichnet. Im folgenden Jahr wurde ein Krankenhaus in Molyneux fertiggestellt und zu ihren Ehren als Mary Charles Hospital benannt.
Nach dem Tod ihres Ehemannes kehrte George zurück nach St. Kitts. Sie verstarb am 18. März 2008 in Molyneux. Posthum benannte die St. Kitts Teachers’ Union eine Auszeichnung nach ihr, den „Mary Charles-George Award“. Der Preis dient zur Auszeichnung von gutem Unterricht.